# 雷筳殿
24°18′49″N 120°43′40″E / 24.313666°N 120.727718°E
雷筳殿，是一座位於臺灣臺中市后里區后里里的神壇，會祭祀棺材、並以棺材遶境臺灣島。

## 廟宇
主持莊新田原先從事便當業，在大家樂風行時，返回后里住家開此神壇來主祀玄天上帝。
雷筳殿中供奉一口稱為「百壽棺木」、漆金漆的樟木棺材，周圍雕有八仙法器，棺蓋刻有一大型壽字，大壽字上雕有99個不同字體的壽字。廟方還稱此金棺為「金元玉天老祖」，並仿達摩祖師的傳說在棺內放一只草鞋。兩側則有稱作「黑棺」（玄棺）、「玉棺」的小棺材。
對於百壽棺木由來，莊新田講述是他自己一次午睡時夢見濟公介紹一口會飛的金棺，因此到臺南白河買回供俸。他說這口棺材原先是白河的蔡姓商人家族從柳州進口，半世紀前有一富翁為去世的父親買下，但入殮前棺木自行豎起，富人驚駭下將棺木退回。

## 遶境
2009年報導時，莊新田以經濟不景氣為由，因此決定讓百壽棺木遶境臺灣島祈福，經請示後決定6月15日從后里出發，向北後再轉南，依神明靈感停駕。共遶境36天。對此，台中教育大學台文系副教授林茂賢表示，棺材的小模型被視為開運法器、或是當成桌上飾品，至於抬棺遊行在傳統民俗中是表達抗議，但把抬棺當宗教儀式，為他首次聽聞。
2014年，廟方以近期歷經北捷隨機殺人、官員貪贓等事件，加上經濟低迷，在7月5日再度以此棺木全臺灣遶境。共遶境8天。當時莊新田表示，5年前首次遶境，民眾反應兩極，有人迴避也有人跪拜，還有一名台商在台北參拜棺木後，順利度過生意瓶頸，此後每年會南下后里來拜棺。
2017年6月4日，莊新田再度開車載送百壽棺木，展開計畫72天環臺之旅，出發前還有靈修人士進行靈修儀式。這次還有黑棺、玉棺同行。
在7月22日開到南投縣信義鄉雙龍村的布農族部落，因宗教信仰不同，被村長全得明勸阻下改道。莊新田則反應，棺材具有收煞作用，這次遶境是要環島祈福，除暴安良、收服惡靈，無法事先得知棺材想去何處，發生擋棺事件也讓他們相當不好意思，未來會多加注意。